# 札幌商工会議所付属専門学校
札幌商工会議所付属専門学校（さっぽろしょうこうかいぎしょふぞくせんもんがっこう）は、北海道札幌市白石区本通にある専門学校。運営母体は札幌商工会議所。商工会議所が運営する専門学校としては全国唯一。略称は「CHAMBER ACADEMY SCHOOL」よりCA。 
校舎敷地内にある大きな木は、新校舎を建設する以前から現存する北海道にゆかりのあるポプラである。当時防風林として植えられたものであり、永らく地域住民のシンボルともなっていたため伐採はせずにそれを活かした新校舎が設計・建設された。

## 沿革
- 1955年
  - 4月 - 稲田秀子校主により北海道簿記専修学校として北1条西8丁目に開校
  - 9月 - 北1条西9丁目へ移転
- 1957年1月 - 札幌商工会議所が運営を継承
- 1959年9月 - 中島公園旧NHK札幌放送局局舎へ移転
- 1961年8月 - 中島公園旧拓殖館へ移転
- 1964年10月 - 南4条西18丁目へ移転
- 1968年4月 - 本科（1年課程）卒業生等を対象として高等経理科（1年課程）を新設
- 1976年7月 - 専修学校としての認可を受ける。北海道簿記専門学校へ校名変更
- 1978年4月 - 南8条西16丁目へ移転
- 1979年4月 - 高等経理科を2年課程へ昇格
- 1980年4月 - 産業能率短期大学と提携し、短大併修コースを開設
- 1982年4月 - コンピュータ会計コースを新設
- 1987年4月 - 北海道簿記専門学校から札幌商工会議所付属専門学校（CA）に校名変更。6学科となる
- 1990年4月 - 4年制大学併修コースを開設
- 1992年8月 - 現在地白石区本通17丁目へ移転
- 1994年3月 - 文部省告示により専門士の称号付与が行われる
- 1995年4月 - 6学科2研究科に体制変更
- 1996年4月 - 富士短期大学と提携し、経営学部商経学科（3年課程）を開設
- 1999年4月 - 情報クリエイティブ学科を開設
- 2001年4月 - 福祉ビジネス学科を開設
- 2005年10月 - 開校50周年
- 2007年4月 - 福祉ビジネス学科をユニバーサル住環境学科へ学科名変更
- 2009年4月 - 北海道観光学科を開設

## 学科
- 税務会計学科（2年制）
- 経理・事務学科（2年制）
- 北海道観光学科（2年制）
- 情報・マネジメント学科（2年制）

## 所在地
- 北海道札幌市白石区本通17丁目南5-15

## アクセス
- 札幌市営地下鉄東西線南郷18丁目駅
- ジェイ・アール北海道バス空知線
  - 下白石停留所
  - 流通センター通停留所
- 夕鉄バス
  - 白石本通16丁目停留所
  - 流通センター通停留所